# Campeonato Carioca de Futebol de 2013 - Série C
O Campeonato Carioca da Série C de 2013 foi a 33ª edição da terceira divisão do campeonato estadual de futebol profissional do Rio de Janeiro. A competição foi organizada pela Federação de Futebol do Estado do Rio de Janeiro (FERJ).

## Regulamento
Na primeira fase, as equipes foram divididas em seis grupos (A, B, C, D, E e F), com os times jogando em turno e returno dentro de seus respectivos grupos. Classificaram-se para a próxima fase os dois primeiros colocados de cada grupo.
Na segunda fase, as equipes foram divididas em dois grupos (E e F), sendo classificadas de 1° a 12° com base no índice técnico. Os times jogaram em dois turnos, de forma semelhante às Séries A e B. No primeiro turno, os times enfrentaram equipes do outro grupo em confrontos de turno único. No segundo turno, os times jogaram dentro do próprio grupo, também em turno único. Ao final do segundo turno, a 1ª colocada de cada grupo classificou-se automaticamente para a Série B do Campeonato Carioca de 2014.
Na terceira fase, os times classificados em 1° lugar enfrentaram-se entre si em um sistema de ida e volta. A equipe melhor classificada ao final dessas duas partidas foi considerada campeã.
Os times que terminaram em 2° e 3° lugar de cada grupo enfrentaram-se com os times dos outros grupos em um sistema de ida e volta. As equipes melhor classificadas ao final dessas partidas conquistaram o acesso à Série B.

### Critério de desempate
Para o desempate entre duas ou mais equipes segue-se a ordem definida abaixo:
1. Número de vitórias
2. Saldo de gols
3. Gols marcados
4. Número de cartões amarelos e vermelhos
5. Sorteio

## Participantes
| Equipe             | Cidade              | Em 2012       | Estádio                      | Capacidade | Títulos            |
| ------------------ | ------------------- | ------------- | ---------------------------- | ---------- | ------------------ |
| Arraial do Cabo    | Arraial do Cabo     | 19°           | Figueira de Melo             | 1 000      | 0 (não possui)     |
| Atlético Rio       | Rio de Janeiro      | Não jogou     | Hermano Victor               | -          | 0 (não possui)     |
| Bela Vista         | São Gonçalo         | 9°            | Aloísio Rodrigues            | 2 000      | 0 (não possui)     |
| Barcelona-RJ       | Rio de Janeiro      | 12°           | João Francisco               | 3 000      | 0 (não possui)     |
| Búzios             | Búzios              | 16°           | Municipal de Búzios          | 500        | 0 (não possui)     |
| Campo Grande       | Rio de Janeiro      | Não jogou     | Ítalo del Cima               | 18 000     | 0 (não possui)     |
| Carapebus          | Carapebus           | 20° (Série B) | Antônio Carneiro             | 1 500      | 0 (não possui)     |
| Condor AC          | Queimados           | 18°           | José de Alvarenga            | 4 000      | 0 (não possui)     |
| Duquecaxiense      | Duque de Caxias     | Não jogou     | Mestre Telê Santana da Silva | 2 000      | 0 (não possui)     |
| Esprof             | Cabo Frio           | Não jogou     | Correão                      | 4 200      | 0 (não possui)     |
| Evereste           | Rio de Janeiro      | Ausente       | Ademar Bebiano               | 1 000      | 0 (não possui)     |
| Futuro Bem Próximo | Niterói             | Não jogou     | José de Alvarenga            | 4 000      | 0 (não possui)     |
| Heliópolis         | Belford Roxo        | Não jogou     | José de Alvarenga            | 4 000      | 0 (não possui)     |
| Itaboraí           | Itaboraí            | Não jogou     | Alziro de Almeida            | 2 000      | 0 (não possui)     |
| La Coruña          | Rio de Janeiro      | Não jogou     | Eduardo Guinle               | 6 550      | 0 (não possui)     |
| Mangaratibense     | Mangaratiba         | 7°            | José Maria de Brito Barros   | 1 000      | 0 (não possui)     |
| Marinho            | Rio de Janeiro      | Não jogou     | Eustáquio Marques            | 4 000      | 0 (não possui)     |
| Miguel Couto       | Nova Iguaçu         | Não jogou     | Joel Pereira                 | 1 000      | 0 (não possui)     |
| Nilópolis          | Nilópolis           | Não jogou     | José de Alvarenga            | 4 000      | 0 (não possui)     |
| Nova Cidade        | Nilópolis           | Não jogou     | José Amorim Pereira          | 5 000      | 0 (não possui)     |
| Queimados FC       | Queimados           | 11°           | Nivaldo Pereira              | 1 000      | 0 (não possui)     |
| Rio das Ostras     | Rio das Ostras      | Não jogou     | Arena Ostrão                 | 4 000      | 1 (último em 1989) |
| Rio de Janeiro     | Magé                | Não jogou     | Rua Bariri                   | 8 300      | 0 (não possui)     |
| Rio São Paulo      | Rio de Janeiro      | Não jogou     | Eduardo Viana                | 1 000      | 0 (não possui)     |
| Riostrense         | Rio das Ostras      | Não jogou     | Emília Rosa Guimarães        | 1 000      | 0 (não possui)     |
| Rubro Social       | Araruama            | 15°           | Arena Guanabara              | 10 000     | 0 (não possui)     |
| São Cristóvão      | Rio de Janeiro      | 19° (Série B) | Figueira de Melo             | 1 000      | 0 (não possui)     |
| São Gonçalo        | São Gonçalo         | 6°            | Mauá                         | -          | 0 (não possui)     |
| São Gonçalo FC     | São Gonçalo         | 13°           | Alziro de Almeida            | 900        | 0 (não possui)     |
| São José-RJ        | Itaperuna           | 11°           | Plínio Bastos barros         | 4 500      | 0 (não possui)     |
| São Pedro          | São Pedro da Aldeia | 5°            | Waldemar Tadio               | 1 000      | 0 (não possui)     |
| Serrano            | Petrópolis          | 10°           | Atílio Marotti               | 8 500      | 0 (não possui)     |
| Teresópolis        | Teresópolis         | 21° (Série B) | Antônio Savatonne            | 1 000      | 0 (não possui)     |
| União Central      | Rio de Janeiro      | Não jogou     | Ítalo del Cima               | 18 000     | 0 (não possui)     |
| União de Marechal  | Rio de Janeiro      | 17°           | Joaquim de Almeida Flores    | 500        | 0 (não possui)     |
| Villa Rio          | Rio de Janeiro      | 4°            | Ítalo del Cima               | 18 000     | 0 (não possui)     |

## Desistências
O campeonato seria disputado por 35 equipes, mas houve 4 desistências: Rio das Ostras - Atlético Rio - Everest - Carapebus